# Hommes
Hommes és un municipi francès, situat al departament de l'Indre i Loira i a la regió de Centre – Vall del Loira. L'any 2007 tenia 789 habitants.

## Demografia

### Població
El 2007 la població de fet de Hommes era de 789 persones. Hi havia 312 famílies, de les quals 79 eren unipersonals (43 homes vivint sols i 36 dones vivint soles), 90 parelles sense fills, 129 parelles amb fills i 14 famílies monoparentals amb fills.
La població ha evolucionat segons el següent gràfic:
Habitants censats

### Habitatges
El 2007 hi havia 384 habitatges, 313 eren l'habitatge principal de la família, 41 eren segones residències i 30 estaven desocupats. 374 eren cases i 8 eren apartaments. Dels 313 habitatges principals, 238 estaven ocupats pels seus propietaris, 71 estaven llogats i ocupats pels llogaters i 4 estaven cedits a títol gratuït; 2 tenien una cambra, 18 en tenien dues, 69 en tenien tres, 98 en tenien quatre i 127 en tenien cinc o més. 293 habitatges disposaven pel capbaix d'una plaça de pàrquing. A 126 habitatges hi havia un automòbil i a 166 n'hi havia dos o més.

### Piràmide de població
La piràmide de població per edats i sexe el 2009 era:
| Homes | Edats   | Dones |
| ----- | ------- | ----- |
| 0     | 95 o +  | 0     |
| 4     | 90 a 94 | 8     |
| 0     | 85 a 89 | 8     |
| 0     | 80 a 84 | 16    |
| 16    | 75 a 79 | 12    |
| 20    | 70 a 74 | 24    |
| 24    | 65 a 69 | 12    |
| 24    | 60 a 64 | 20    |
| 12    | 55 a 59 | 16    |
| 24    | 50 a 54 | 16    |
| 16    | 45 a 49 | 16    |
| 20    | 40 a 44 | 12    |
| 40    | 35 a 39 | 28    |
| 20    | 30 a 34 | 40    |
| 16    | 25 a 29 | 36    |
| 12    | 20 a 24 | 4     |
| 12    | 15 a 19 | 16    |
| 16    | 10 a 14 | 44    |
| 20    | 5 a 9   | 12    |
| 20    | 0 a 4   | 20    |

## Economia
El 2007 la població en edat de treballar era de 474 persones, 384 eren actives i 90 eren inactives. De les 384 persones actives 350 estaven ocupades (189 homes i 161 dones) i 34 estaven aturades (18 homes i 16 dones). De les 90 persones inactives 34 estaven jubilades, 27 estaven estudiant i 29 estaven classificades com a «altres inactius».

### Ingressos
El 2009 a Hommes hi havia 345 unitats fiscals que integraven 842 persones, la mediana anual d'ingressos fiscals per persona era de 15.619 €.

### Activitats econòmiques
Dels 25 establiments que hi havia el 2007, 1 era d'una empresa extractiva, 1 d'una empresa de fabricació d'elements pel transport, 1 d'una empresa de fabricació d'altres productes industrials, 5 d'empreses de construcció, 9 d'empreses de comerç i reparació d'automòbils, 2 d'empreses de transport, 3 d'empreses d'hostatgeria i restauració, 2 d'entitats de l'administració pública i 1 d'una empresa classificada com a «altres activitats de serveis».
Dels 7 establiments de servei als particulars que hi havia el 2009, 1 era un taller de reparació d'automòbils i de material agrícola, 1 guixaire pintor, 2 fusteries, 2 lampisteries i 1 restaurant.
Dels 3 establiments comercials que hi havia el 2009, 1 era una botiga de menys de 120 m², 1 un drogueria i 1 una joieria.
L'any 2000 a Hommes hi havia 25 explotacions agrícoles que ocupaven un total de 1.652 hectàrees.

## Equipaments sanitaris i escolars
El 2009 hi havia una escola elemental integrada dins d'un grup escolar amb les comunes properes formant una escola dispersa.

## Poblacions més properes
El següent diagrama mostra les poblacions més properes.